# Céline Widmer
Céline Widmer (Winterthur, 26 maggio 1978) è una politologa e politica svizzera del Partito Socialista (PS). Dal 2019 è membro del Consiglio nazionale per il Canton Zurigo.

## Biografia
Da maggio 2012 a novembre 2019 fu membro del Gran Consiglio del Canton Zurigo. Presentatasi alle elezioni federali del 2019, venne eletta Consigliera nazionale per il Canton Zurigo con 76 598 voti, ventunesima tra i candidati eletti più votati del cantone. Anche alle elezioni federali del 2023 venne rieletta risultando la sedicesima più votata con 98 563 preferenze.